# Feuersalbei

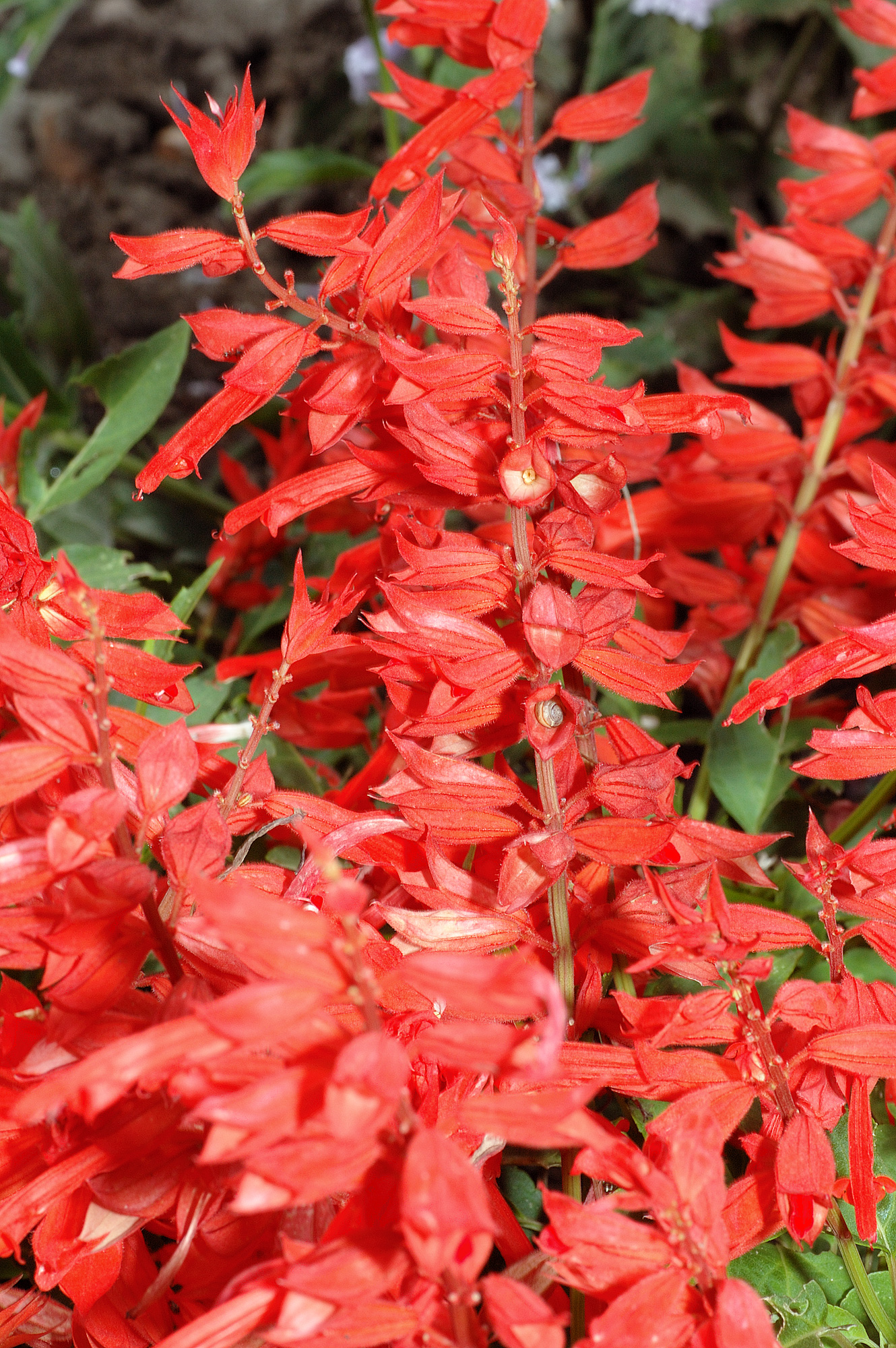
Nahaufnahme

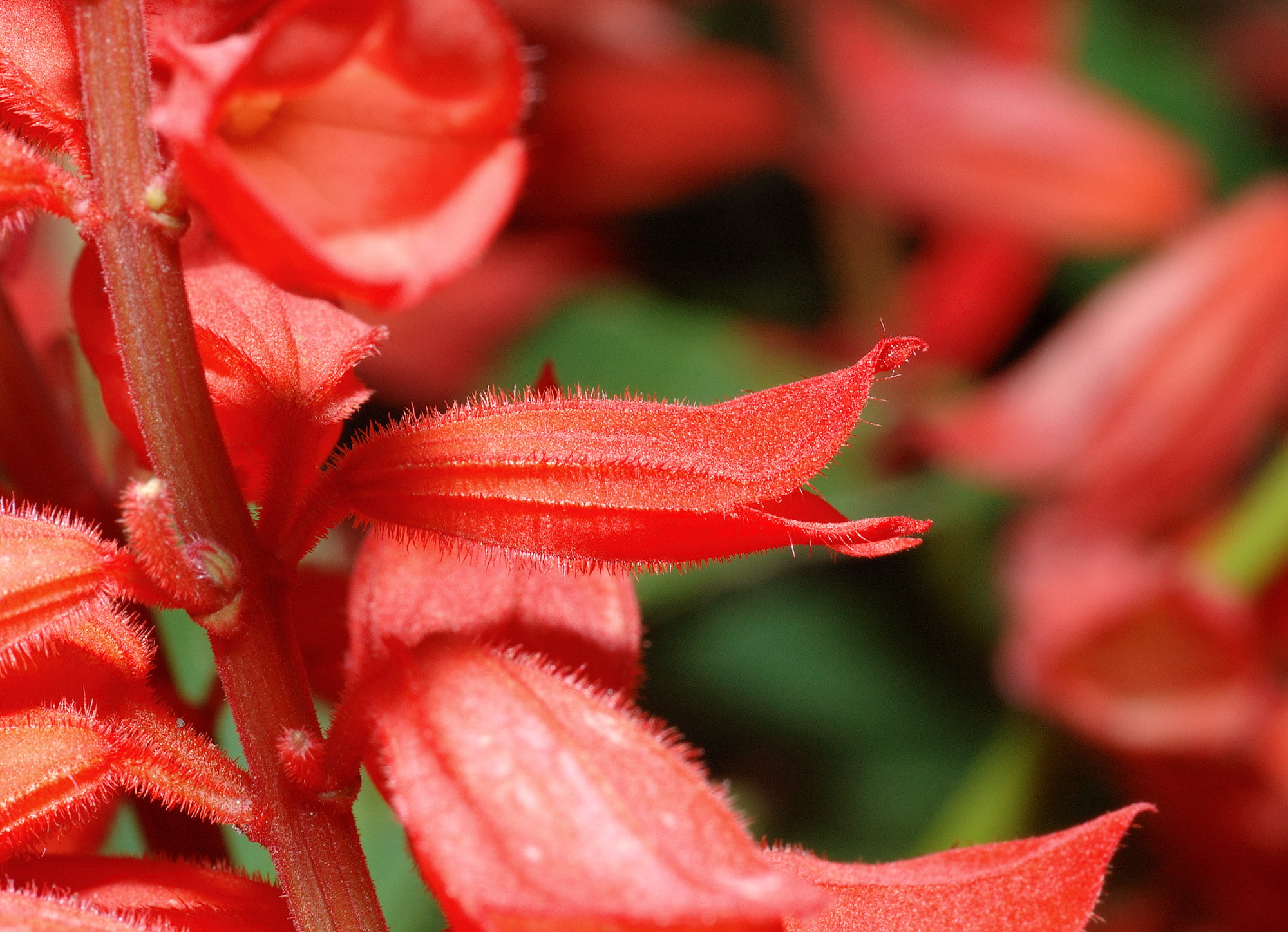
Makroaufnahme

Der Feuersalbei (Salvia splendens) ist eine Pflanzenart aus der Gattung Salbei (Salvia). Das ursprüngliche Verbreitungsgebiet der Art liegt in Brasilien, sie ist jedoch als Garten- und Balkonpflanze in temperierten und tropischen Gebieten weit verbreitet.

## Beschreibung
Der Feuersalbei ist eine einjährige, krautige oder als Halbstrauch wachsende Pflanze, die Wuchshöhen von bis zu einem Meter erreicht. Meist ist sie verzweigt, die oberen Teile der Zweige sind fein behaart, im unteren Teil jedoch unbehaart oder nahezu unbehaart. Die Laubblätter besitzen lange Blattstiele, die Blattspreite ist eiförmig, nach vorne zugespitzt und an der Basis abgerundet. Der Blattrand ist gesägt.
Die Blütenstände bestehen aus ein- bis drei-blütigen Quirlen, die wiederum zu einer dichten oder mehr oder weniger unterbrochenen Ähre angeordnet sind. Die großen, scharlachrot gefärbten Tragblätter sind nicht beständig. Der ebenfalls scharlachrote Kelch ist zur Blüte aufgeblasen, häutig und 15 bis 20 mm lang. Auch die Krone ist scharlachrot gefärbt, ihre Kronröhre ist 30 bis 40 mm lang und auf der Oberseite erweitert. Die Unterlippe der Krone hat eine Länge von etwa 7 mm. Der Griffel ist unbehaart.
Die Chromosomenzahl beträgt 2n = 22 oder 44.

## Vorkommen
Die ursprüngliche Heimat des Feuersalbeis ist der brasilianische Bundesstaat Rio de Janeiro. Als Zierpflanze ist die Art weltweit verbreitet und wird in temperierten und tropischen Gebieten in unterschiedlichsten Höhenlagen kultiviert.